# Atlas (Mathematik)
Ein Atlas ist eine Menge von Karten auf einer Mannigfaltigkeit. Er dient dazu, auf einem topologischen Raum zusätzliche Strukturen zu definieren, wie zum Beispiel eine differenzierbare oder eine komplexe Struktur, so dass man eine differenzierbare Mannigfaltigkeit beziehungsweise eine komplexe Mannigfaltigkeit erhält.

## Definition

### Karte
Sei {\displaystyle S} ein Hausdorff-Raum, {\displaystyle U\subset S} eine offene Teilmenge und {\displaystyle A\subset \mathbb {R} ^{n}} eine offene Teilmenge des euklidischen Raums. Eine Karte auf {\displaystyle S} ist ein Homöomorphismus {\displaystyle \phi \colon U\to A}. Um zu betonen, um welche Grundmenge es sich handelt, schreibt man die Karte auch als Paar {\displaystyle (U,\phi )}.
Es ist möglich, diese Definition zu verallgemeinern, indem man statt des Raums {\displaystyle \mathbb {R} ^{n}} andere Räume wie den unitären Vektorraum {\displaystyle \mathbb {C} ^{n}}, einen Banachraum oder einen Hilbertraum wählt.

### Atlas
Ganz allgemein ist ein Atlas auf {\displaystyle S} eine Menge {\displaystyle {\mathcal {A}}=\left\{(U_{i},\phi _{i})\mid i\in I\right\}} von Karten auf {\displaystyle S}, deren Definitionsbereiche {\displaystyle S} überdecken:
{\displaystyle S=\bigcup _{i\in I}U_{i}}
Falls für einen topologischen Hausdorff-Raum ein solcher Atlas existiert, nennt man diesen Raum Mannigfaltigkeit.
Die Homöomorphismen
{\displaystyle \phi _{i}\circ \phi _{j}^{-1}\colon \phi _{j}(U_{i}\cap U_{j})\to \phi _{i}(U_{i}\cap U_{j})}
heißen die Kartenübergänge oder Kartenwechsel des Atlas.

## Zusätzliche Strukturen
Mit Hilfe eines Atlas ist es möglich, zusätzliche Strukturen auf einer Mannigfaltigkeit zu definieren. Beispielsweise kann man mit Hilfe des Atlas versuchen, eine differenzierbare Struktur auf der Mannigfaltigkeit zu definieren. Mit dieser ist es möglich, Differenzierbarkeit von Funktionen auf der Mannigfaltigkeit zu erklären. Jedoch kann es vorkommen, dass bestimmte Karten nicht miteinander verträglich sind, so dass bei der Wahl einer differenzierbaren Struktur unter Umständen gewisse Karten aus dem Atlas entfernt werden müssen. Die Eigenschaft {\displaystyle \textstyle S=\bigcup _{i\in I}U_{i}} muss dabei allerdings erhalten bleiben. Ein Atlas, der alle Karten enthält, die die gleiche differenzierbare Struktur definieren, wird maximaler Atlas genannt.

### Differenzierbare Strukturen
Ein differenzierbarer Atlas auf einer Mannigfaltigkeit ist ein Atlas, dessen Kartenübergänge Diffeomorphismen sind.
Eine differenzierbare Struktur auf einer Mannigfaltigkeit ist ein maximaler differenzierbarer Atlas.
Eine Funktion {\displaystyle f\colon M\to \mathbb {R} } heißt dann differenzierbar in {\displaystyle x}, wenn für eine Karte {\displaystyle (U_{i},\phi _{i})} mit {\displaystyle x\in U_{i}} die Abbildung {\displaystyle f\circ \phi _{i}^{-1}} differenzierbar ist. Wegen der Differenzierbarkeit der Kartenübergänge hängt diese Eigenschaft nicht von der Wahl der Karte ab.

### Komplexe Strukturen
Mit Hilfe eines Atlas aus Karten mit Zielbereich {\displaystyle \mathbb {C} ^{n}} kann man eine komplexe Struktur auf der Mannigfaltigkeit definieren. Mit Hilfe dieser Struktur ist es möglich, holomorphe Funktionen und meromorphe Funktionen auf einer Mannigfaltigkeit zu definieren und zu untersuchen.